# 納瑞爾納格爾烏帕齊拉
納瑞爾納加爾乌帕齐拉是孟加拉国婆羅門巴里亞縣的一个乌帕齐拉，位於吉大港专区的婆羅門巴里亞縣。。

## 人口
據2011年孟加拉國人口普查，納瑞爾納格爾共有40917戶，人口234,090人。其中男性佔比50.45%，女性佔比49.55%；成年人口114,601人。該地7歲以上人口之平均識字率為19.3%。